# Pine Canyon
Pine Canyon statisztikai település az USA Kalifornia államában, Monterey megyében. Lakosainak száma 1871 fő (2020. április 1.).

## Népesség
A település népességének változása:

| 2010 | 1 822 |
| 2020 | 1 871 |